# MOD (fájlformátum)
A MOD egy számítógépes fájlformátum, amelyet elsősorban zenei anyagok ábrázolására használnak, és ez volt az első modul fájlformátum. A MOD fájlok a ".MOD" fájlkiterjesztést használják, kivéve az Amigán, amely nem támaszkodik a fájlnévkiterjesztésekre; ehelyett a fájl fejlécét olvassa be a fájltípus meghatározásához. Egy MOD fájl tartalmaz egy sor hangszert minták formájában, számos mintát, amelyek jelzik, hogy a mintákat hogyan és mikor kell lejátszani, valamint egy listát arról, hogy milyen sorrendben milyen mintákat kell lejátszani.

## Története
A formátum első verzióját Karsten Obarski hozta létre a The Ultimate Soundtracker; az Amiga számítógépre 1987-ben kiadott tracker szoftverben való használatra. A formátumot azóta több száz lejátszó program és több tucat más tracker támogatja.
A MOD formátum eredeti változata négy csatornás egyidejű hanglejátszást kínált, ami megfelelt az eredeti Amiga chipkészlet képességeinek, és akár 15 hangszert is tartalmazott.
A formátum későbbi változatai ezt 32 csatornára és 31 hangszerre bővítették.
A formátumot úgy tervezték, hogy további feldolgozás nélkül közvetlenül lejátszható legyen az Amigán: a minták például 8-bites PCM formátumban vannak tárolva, készen arra, hogy az Amiga DAC-okon lejátszhatóak legyenek, és a mintaadatok nincsenek becsomagolva. A lejátszás nagyon kevés CPU-időt igényelt az Amigán, és sok játék használta a MOD fájlokat háttérzeneként.
Gyakori tévhit, hogy a MOD-fájlok 0x438-as eltolásában szereplő "M.K." bűvös szám a Mahoney és Kaktus, az akkori két kiemelkedő Amiga demomaker kezdőbetűi, akik fontos szerepet játszottak a formátum népszerűségében NoiseTracker nevű saját tracker szoftverükkel. Valójában Michael Kleps, más néven Unknown / DOC, a formátum másik fejlesztőjének kezdőbetűit jelentik.
Miután az Amiga gyártása megszűnt, a MOD formátum továbbra is népszerű maradt a Demoscene-ben, valamint független videojátékok és Chiptunes háttérzenéjeként. Nem ritka, hogy a MOD zenéket keygenekben, cracktrokban is hallani.

## Formátum áttekintés
Egy patternt a szekvenszer felhasználói felületén általában egy táblázat formájában ábrázolnak, csatornánként egy-egy oszloppal, így négy oszlopot tartalmaz - egyet minden Amiga hardvercsatornához. Minden oszlop 64 sorból áll.